# Bury (Francja)
Bury – miejscowość i gmina we Francji, w regionie Hauts-de-France, w departamencie Oise.
Według danych na rok 1990 gminę zamieszkiwały 2822 osoby, a gęstość zaludnienia wynosiła 166 osób/km² (wśród 2293 gmin Pikardii Bury plasuje się na 82. miejscu pod względem liczby ludności, natomiast pod względem powierzchni na miejscu 135.).